# Laminacauda
Laminacauda Millidge, 1985 è un genere di ragni appartenente alla famiglia Linyphiidae.

## Distribuzione
Le 41 specie oggi attribuite a questo genere sono state rinvenute in America meridionale; gran parte delle specie sono in territorio argentino e cileno: dieci specie sono endemismi delle Isole Juan Fernández e tre sono endemiche dell'arcipelago Tristan da Cunha in pieno Oceano Atlantico meridionale.

## Tassonomia
A dicembre 2011, si compone di 41 specie:
1. Laminacauda aluminensis Millidge, 1991 — Argentina
2. Laminacauda amabilis (Keyserling, 1886) — Perù
3. Laminacauda ansoni Millidge, 1991 — Isole Juan Fernandez
4. Laminacauda argentinensis Millidge, 1985 — Argentina
5. Laminacauda baerti Miller, 2007 — Panama, Colombia, Isole Galapagos
6. Laminacauda boliviensis Millidge, 1985 — Bolivia
7. Laminacauda cognata Millidge, 1991 — Isole Juan Fernandez
8. Laminacauda defoei (F. O. P.-Cambridge, 1899) — Isole Juan Fernandez
9. Laminacauda dentichelis (Berland, 1913) — Ecuador
10. Laminacauda diffusa Millidge, 1985[3] — Cile, Argentina
11. Laminacauda dysphorica (Keyserling, 1886) — Perù, Bolivia
12. Laminacauda expers Millidge, 1991 — Perù
13. Laminacauda fuegiana (Tullgren, 1901) — Cile, Isole Falkland
14. Laminacauda gigas Millidge, 1991 — Isole Juan Fernandez
15. Laminacauda grata Millidge, 1991 — Colombia
16. Laminacauda insulana Millidge, 1985 — Isole Tristan da Cunha
17. Laminacauda luscinia Millidge, 1985 — Isole Tristan da Cunha
18. Laminacauda magna Millidge, 1991 — Isole Juan Fernandez
19. Laminacauda malkini Millidge, 1991 — Isole Juan Fernandez
20. Laminacauda maxima Millidge, 1985 — Isole Tristan da Cunha
21. Laminacauda montevidensis (Keyserling, 1878) — Brasile, Uruguay, Argentina
22. Laminacauda monticola Millidge, 1985 — Bolivia
23. Laminacauda nana Millidge, 1991 — Cile
24. Laminacauda newtoni Millidge, 1985 — Cile, Argentina
25. Laminacauda orina (Chamberlin, 1916) — Perù
26. Laminacauda pacifica (Berland, 1924) — Isole Juan Fernandez
27. Laminacauda parvipalpis Millidge, 1985 — Cile
28. Laminacauda peruensis Millidge, 1985 — Perù
29. Laminacauda plagiata (Tullgren, 1901) — Cile, Argentina
30. Laminacauda propinqua Millidge, 1991 — Isole Juan Fernandez
31. Laminacauda rubens Millidge, 1991 — Isole Juan Fernandez
32. Laminacauda sacra Millidge, 1991 — Bolivia
33. Laminacauda salsa Millidge, 1991 — Cile
34. Laminacauda suavis Millidge, 1991 — Colombia
35. Laminacauda sublimis Millidge, 1991 — Perù
36. Laminacauda thayerae Millidge, 1985 — Cile
37. Laminacauda tristani Millidge, 1985 — Isola Tristan da Cunha
38. Laminacauda tuberosa Millidge, 1991 — Isole Juan Fernandez
39. Laminacauda tucumani Millidge, 1991 — Argentina
40. Laminacauda vicana (Keyserling, 1886) — Perù
41. Laminacauda villagra Millidge, 1991 — Isole Juan Fernandez

### Sinonimi
- Laminacauda ignobilis Millidge, 1991; esemplare posto in sinonimia con L. montevidensis (Keyserling, 1878), a seguito di un lavoro dell'aracnologo Miller del 2007[1].
- Laminacauda michaelseni (Simon, 1902); esemplare, trasferito qui dal genere Oedothorax Bertkau, 1883, posto in sinonimia con L. plagiata (Tullgren, 1901), a seguito di un lavoro dell'aracnologo Miller del 2007[1].
- Laminacauda nigriceps Millidge, 1991; esemplari riconosciuti in sinonimia con L. dysphorica (Keyserling, 1886), a seguito di un lavoro dell'aracnologo Miller del 2007[1].
- Laminacauda palustris Millidge, 1991; esemplari riconosciuti in sinonimia con L. dentichelis (Berland, 1913), a seguito di un lavoro dell'aracnologo Miller del 2007[1].

### Omonimie
- Laminacauda dentichelis Millidge, 1985; denominazione già utilizzata per Laminacauda dentichelis (Berland, 1913), per cui questi esemplari hanno acquisito una nuova denominazione : L. baerti Miller, 2007[1].